# 深太空氣候天文台
深太空氣候天文台（Deep Space Climate Observatory、簡稱GoreSat）是美國國家海洋暨大氣總署(NOAA) 的太空天氣、太空氣候和地球觀測衛星。2015年2月11日，深太空氣候天文台由SpaceX使用獵鷹9號1.1版運載火箭從卡納維爾角發射升空。
深太空氣候天文台是美國國家海洋暨大氣總署的第一顆投入使用的深空衛星，為太陽磁暴發生時向地球發出警報的主要系統。